# Charles Edward Wilson (Maler)

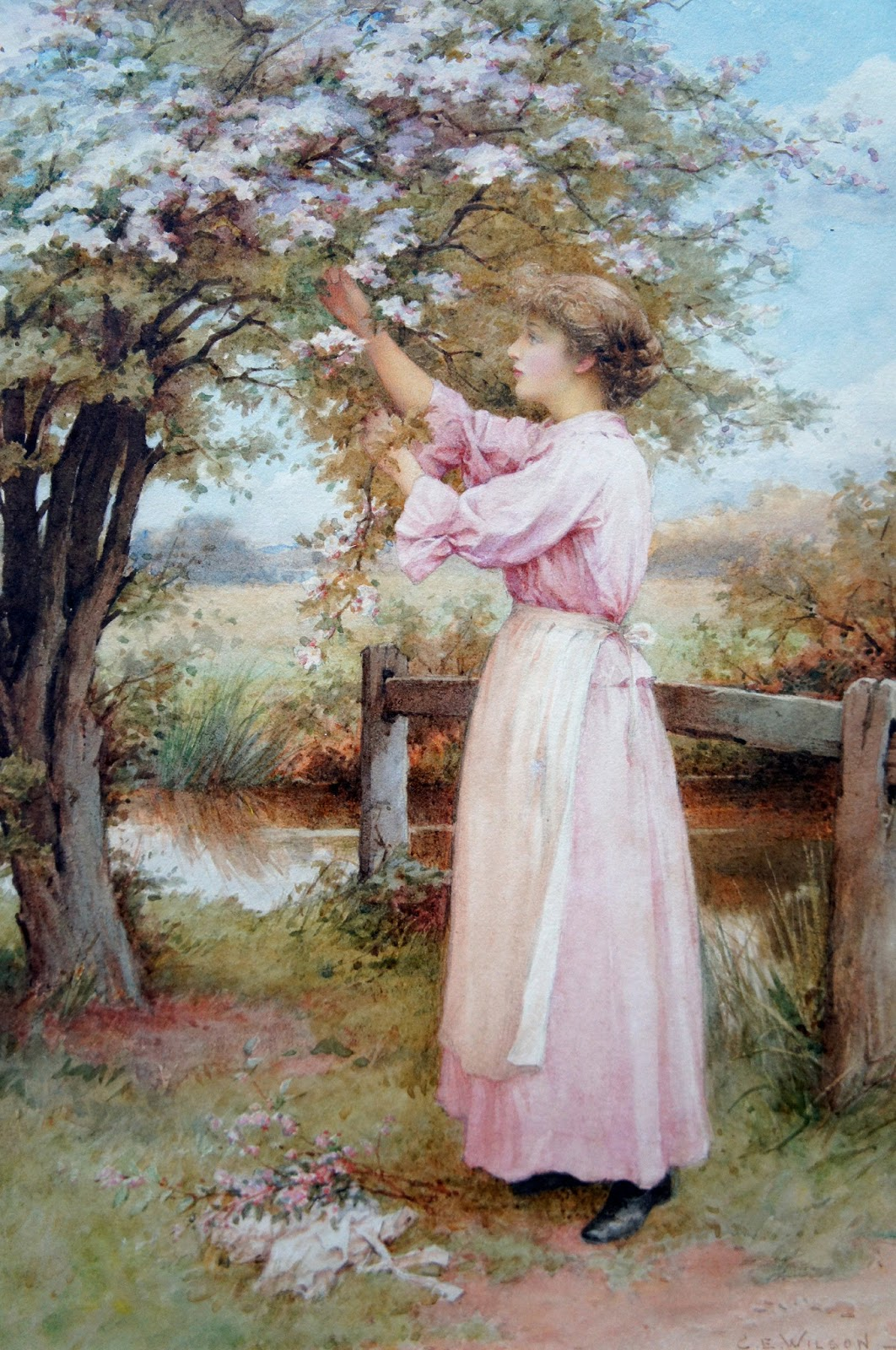
Charles Edward Wilson: Apfelblüte, um 1900

Charles Edward Wilson (* 1853 in  Whitwell, Derbyshire; † 1941) war ein britischer Aquarellist und Genremaler.
Wilson war der Sohn eines Dorfschulleiters in der Whitwell Old Hall. Er hatte an der Sheffield School of Art Malerei studiert und befasste sich fast ausschließlich mit Themen des ländlichen Genres in Aquarelltechnik. Er lebte u. a. in Addiscombe in Surrey. 
Seine Bilder stellte er ab 1891 auf den Ausstellungen der Royal Academy of Arts (Gast), der New Watercolour Society und der Walker Art Gallery aus. Sie befinden sich unter anderem in der Sammlung des Victoria and Albert Museums.
Das Werk von Charles Edward Wilson wird vom Kunsthändler Haynes Fine Art beschrieben als „sehr persönlich mit einem hohen Gefühl für die Schönheit der Farbe und einer anmutigen Linienführung versehen. Seine Bilder fangen den malerischen und romantischen Aspekt seines Sujets ein und zeigen gleichzeitig eine inspirierende Kraft“. Vergleichbar etwa mit dem gleichaltrigen Carlton Alfred Smith (1853–1946) gehört er der großen Bewegung der spätromantischen Kitschmalerei der Edwardischen Epoche an, seine Abbildungen junger Mädchen und spielender Kinder erschienen auch auf Postkarten oder werden heute als Poster nachgedruckt. Die National Portrait Gallery vermerkt ein Holzschnittporträt zu George du Maurier nach einer seiner Vorlagen. Jane Pettigrew verwendet zwei seiner Bilder zur sittengeschichtlichen Illustration der Kindheit zur Zeit Edwards VII. in ihrem Buch An Edwardian childhood.